# Roger Jouet
 (octobre 2012).
Si vous disposez d'ouvrages ou d'articles de référence ou si vous connaissez des sites web de qualité traitant du thème abordé ici, merci de compléter l'article en donnant les références utiles à sa vérifiabilité et en les liant à la section « Notes et références ».
Pour les articles homonymes, voir Jouet (homonymie).
Roger Jouet, né le 15 septembre 1944 à Saint-Georges-Montcocq (Manche) et mort le 25 août 2022 à Caen, est un écrivain et historien français.

## Biographie
Agrégé d'histoire en 1967, maître de conférences à l'université de Caen en histoire du Moyen Âge (1969-1992 et 1997-2002), délégué à la mémoire et à l'information historique au ministère des Anciens combattants de 1992 à 1997, conseiller régional de Basse-Normandie de 1986 à 1992, maire de Trévières de 1971 à 1994, conseiller général du Calvados (canton de Trévières) de 1975 à 2008, président de la Fondation de la miséricorde Roger Jouet est un historien qui, sur le plan éditorial, s'intéresse essentiellement à l'histoire de la Normandie. Fin lettré et grand admirateur de Victor Hugo, il écrit aussi des nouvelles et a publié deux recueils. En 2010, il a reçu le prix littéraire du Cotentin pour « l'ensemble de son œuvre ».

## Décorations
- Chevalier de la Légion d'honneur
- Chevalier de l'ordre national du Mérite
- Chevalier de l'ordre des Palmes académiques
- Médaille d'honneur régionale, départementale et communale

## Publications
- La Résistance à l'occupation anglaise en Basse-Normandie (1417-1450), Cahiers des Annales de Normandie, Caen, 1969.
- Et la Normandie devint française, Paris, éd. Mazarine, 1983 ; réédité en 2004 chez Orep.
- Normands, Histoires d'ici et nouvelles d'ailleurs, Orep, 2004.
- Histoire de la Normandie des origines à nos jours, (en coll. avec Claude Quétel), Larousse, 2005.
- Écrivains de (et en) Normandie, Orep, 2009 (prix littéraire du Cotentin 2010).
- Histoire de la Normandie (en collaboration avec Claude Quétel) ; réédité avec une nouvelle iconographie chez Orep, 2009.
- Onze siècles de Normandie et de Normands, vol. 1, Orep, 2010.
- Entre rêve et ruralité (nouvelles), éd. Le Vistemboir, 2010.
- Onze siècles de Normandie et de Normands, vol. 2, Orep, 2011.
- Normandises - savoureuses expressions normandes, texte de Roger Jouet, dessins de Jean-François Miniac, 80 pages couleur, Orep, 2012  (ISBN 978-2-8151-0138-7).
- Normandises 2 - savoureuses expressions normandes, texte de Roger Jouet, dessin de Miniac, 80 pages couleur, broché, Orep, 2013.
- Le péché de Charlemagne, Comment s'est effondré l'empire carolingien, 814-924, 2015.
- Colères Normandes, Orep, 2017.
- Histoire du Cotentin, Orep, 2019  (ISBN 978-2-8151-0513-2).
- La Normandie, quelle histoire !, dossier historique de Roger Jouet, dessin de Andrea Rossetto, scénario de Jean-François Miniac, OREP, octobre 2021.
- Les Oratoires et Statues mariales en Bessin et Cotentin, Orep éditions, 2022, (ISBN 978-2-8151-0641-2).